# Kalaniyot
Kalaniyot (כלניות, Hebreeuws voor anemonen) is een zeer bekend Israëlisch lied dat dateert uit de begintijd van de staat Israël.
Het lied heeft een poëtische tekst, geschreven door Nathan Alterman, die beschrijft hoe, in een droom, een klein meisje 's avonds anemonen in een mand verzamelt en deze naar haar moeder brengt.
De muziek van het lied is geschreven door Moshe Vilensky, de melodie ervan is een van zijn beroemdste melodieën. 
De zangeres Shoshana Damari is voornamelijk met dit lied bekend geworden. Nathan Alterman schreef het speciaal voor haar, en volgens ziekenhuispersoneel werd het lied gedraaid vlak voordat zij stierf.
Er is ook een Israëlische dansgroep die kalaniyot heet.